# Beethoven's 5th
Beethoven's 5th is de vierde vervolgfilm na de eerste film Beethoven uit 1992. Hij werd in 2003 uitgebracht. Daveigh Chase neemt de rol van Sara over, die oorspronkelijk in de vorige twee films door Michaela Gallo gespeeld werd. Mark Griffiths nam de regie voor zijn rekening en Mike Elliot produceerde de film.

## Verhaal
Wanneer Sara Beethoven meeneemt op zomervakantie bij de gekke oom Freddie in een oude mijnstad, graaft de ondeugende hond de ontbrekende aanwijzing op van een legendarische verborgen fortuin van Rita en Moe Selig. Nu wil iedereen de beste vriend van de hond zijn omdat de ontdekking een vlaag van schatzoekers ontketent binnen de gemeenschap van verknipte wezens. Met de hulp van oom Freddie en Garrett (een vriend of misschien zelfs meer), proberen Sara en Beethoven een geheim te helpen blootleggen dat in het gekke stadje al jaren aanwezig is geweest. Ook worden de geesten beschoten, maar niet door Beethoven.

## Rolverdeling
- Dave Thomas als Freddy Kablinski
- Faith Ford als Julie Dempsey
- Daveigh Chase als Sara Newton
- Tom Poston als John Giles / Selig
- Katherine Helmond als Crazy Cora Wilkens
- Sammy Kahn als Garrett
- Richard Riehle als Vaughn Carter
- Clint Howard als Owen Tuttle
- Kathy Griffin als Evie Kling
- John Larroquette als Mayor Harold Herman
- Rodman Flender als Moe Selig
- Tina Illman als Rita Selig
- Tom Musgrave als Jim
- Joel Hurt Jones als Phil Dobson
- Elizabeth Warner als Mrs. Dobson